# Distrito de San Vicente de Cañete
El distrito de San Vicente de Cañete es uno de los dieciséis distritos que conforman la provincia peruana de Cañete, y en donde se encuentra la capital de la provincia, ubicada en el sur del Departamento de Lima, bajo la administración del Gobierno Regional de Lima, Perú.
Sus límites son:
- Norte: Con el distrito de San Luis
- Sur: Con la Provincia de Chincha
- Este: Con el distrito de Lunahuaná y el distrito de Imperial
- Oeste: Con el Océano Pacífico

Dentro de la división eclesiástica de la Iglesia Católica del Perú, pertenece a la Prelatura de Yauyos

## Historia
Fue creado en los primeros años de la República con la presencia del Libertador José de San Martín en el Perú, denominándose a partir de entonces los departamentos, provincias y distritos. San Vicente se inicia a la vida republicana como uno de los ocho distritos de la Provincia de Cañete que incluía además Chilca, Mala, Coayllo, Pacarán, Chincha Alta, Chincha Baja y Lunahuaná.

## Geografía
Abarca una superficie de 513,15 km² y se encuentra a 144 km al sur de Lima, alrededor se encuentran campos del cultivo de algodón y uva.
San Vicente es muy conocido por su camarones, sobre todo en el pueblo de Boca del Río. En ese punto desemboca el río Cañete, uno de los cinco más caudalosos de la costa peruana. También este pueblo es citado por su producción vitivinícola y camarones.
En los alrededores se localizan todavía antiguas haciendas como Unanue, Arona, Montalván, Chilcal, Hualcará, por mencionar a las más conocidas.

## División administrativa

### Centros poblados
- Urbanos
  - San Vicente de Cañete, con 26 730 hab.
  - Herbay Alto, con 2 558 hab.
  - Herbay Bajo, con 672hab.
  - Hipólito Unánue (Cerro Blanco), con 1 161 hab.
  - Hualcará (Experimental agrícola), con 1 266 hab.
  - Nuevo Ayacucho, con 500 hab.
  - Valle Hermoso - Santa Rosa, con 2 590 hab.
  - Boca del rio , con 250 hab.
- Rurales
  - Agua Dulce, con 70 hab.
  - Arena Alta, con 445 hab.
  - Arena Baja, con 595 hab.
  - Clarita, con 442 hab.
  - Cuiva, con 489 hab.
  - Encañada, con 323 hab.
  - Espíritu Santo de Palo, con 571 hab.
  - Isla Alta, con 164 hab.
  - Isla Baja, con 102 hab.
  - La Esmeralda, con 266 hab.
  - La Pampilla, con 498 hab.
  - Los Girasoles, con 329 hab.
  - Montejiato, con 473 hab.
  - Nuevo Cañete, con 213 hab.
  - Pampa Castilla, con 536 hab.
  - Pedro de Cruz, con 385 hab.
  - Playa Hermosa, con 1254 hab.
  - San Carlos Alto, con 175 hab.
  - San Juan, con 227 hab.
  - Santa Angela, con 161 hab.
  - Santa Rosa Alta, con 698 hab.
  - Santa Rosa (Santa Rosa Baja), con 191 hab.
  - Santa Teresa, con 232 hab.
  - Ungara, con 235 hab.

## Autoridades

### Municipales
- 2023
  - Alcalde: Tony Alcántara Malásquez
- 2019-2022
  - Alcalde: Segundo Constantino Díaz De la Cruz, de Alianza para el Progreso.
  - Regidores:

  1. Sally Eilyn Valerio Cuadros (Alianza para el Progreso)
  2. Israel Guzmán Mendoza (Alianza para el Progreso)
  3. Jessica Janett Ochoa Escobar (Alianza para el Progreso)
  4. Joseph Guillermo Llano Lara (Alianza para el Progreso)
  5. Teresa Jenny Arce Chumpitaz (Alianza para el Progreso)
  6. Sabino Lizana Enciso (Alianza para el Progreso)
  7. Rosa Luz Lázaro Tuanama (Alianza para el Progreso)
  8. Joao Alonso Pérez Calagua (Cañete Avanza)
  9. Teófilo Junior Arias Castillón (Cañete Avanza)
  10. Miguel Florencio Yaya Lizano (Patria Joven)
  11. Fredy Teodoro Toribio Candela (Fuerza Regional)

- 2015 - 2018[2]
  - Alcalde: Alexander Julio Bazán Guzmán, del Movimiento Regional Unidad Cívica Lima
  - Regidores:

  1. Ciro Giuliano Cárdenas Gutiérrez (Unidad Cívica Lima)
  2. Juan Carlos Sánchez Aburto (Unidad Cívica Lima)
  3. Maria Flora Sánchez Candela de Flores (Unidad Cívica Lima)
  4. Jesús Gianpier Custodio Cama (Unidad Cívica Lima)
  5. María Luisa Fernández Vivanco (Unidad Cívica Lima)
  6. Natali Domitila Arias Campos (Unidad Cívica Lima)
  7. Jesús Ricardo Huamán Gutiérrez (Unidad Cívica Lima)
  8. Carlos Alberto Faustino Calderón (Patria Joven)
  9. Javier Lucio Román Castillo (Alianza para el Progreso)
  10. Pedro Spadaro Yaya (Fuerza Popular)
  11. Luis Tomás Chavarri Carahuatay (Justicia y Capacidad)

### Policiales
- Comisaría de San Vicente de Cañete
  - Comisario: Cmdte. PNP Juan Carlos Vargas Sacramento.

### Religiosas
- Prelatura de Yauyos[3]
  - Obispo Prelado: Mons. Ricardo García García.
- Parroquia San Vicente Mártir[4]
  - Párroco: Pbro. Manuel Escate Padilla.
  - Vicarios Parroquiales: Pbro. Carlos Oré Sánchez,

Pbro. Freddy Nolasco Macazana,
```
Pbro. Alejandro Zelada Villalobos,
Pbros. Michael Huamán Sánchez y
```

Diac. Jesús Colquepisco Chumpitaz.
- Parroquia Nuestra Señora del Carmen, Herbay
  - Párroco: Pbro. Nilton Pachas Zavala.
  - Vicario parroquial: Pbro. Nelson Goicochea Madueño.
- Parroquia San José
  - Párroco: Pbro. Thomas Huckemann Benfey.

## Educación

### Instituciones educativas
- IEP Centro de Mujeres 20188
- "20874 - Centro de Varones
- IEP Santa Rita de Cassia
- JOSE BUENAVENTURA SEPULVEDA FERNANDEZ
- 20957 - Sepúlveda de menores

## Festividades
- Enero 22: San Vicente Mártir
- Febrero (primer sábado): Día del Pisco sour
- Marzo - abril: Semana Santa.
- Mayo: Madre del Amor Hermoso.
- Julio (cuarto domingo): Día del Pisco
- Agosto
  - 12: Día del Arte Negro, presentación de danzas afroperuanas.
  - Última semana: Semana Turística de Cañete.
- Octubre y noviembre: Señor de los Milagros